# گراهام برنچ
شاخه گراهام (انگلیسی: Graham Branch؛ زادهٔ ۱۲ فوریهٔ ۱۹۷۲) بازیکن فوتبال اهل بریتانیا است.
از باشگاه‌هایی که در آن بازی کرده‌است می‌توان به باشگاه فوتبال ترانمره راورز، باشگاه فوتبال استوک‌پورت کانتی، باشگاه فوتبال بری، باشگاه فوتبال ویگان اتلتیک، باشگاه فوتبال کولوین بای، باشگاه فوتبال کامل لایرد، باشگاه فوتبال آکرینگتون استنلی، و باشگاه فوتبال برنلی اشاره کرد.